# Arthur Montague Wiggins
Arthur Montague Wiggins (New York, 18 maart 1920 – 28 juni 2005) was een Amerikaans componist, arrangeur en jazzmusicus.

## Leven
Na zijn muziekopleiding ging Wiggins naar het militair en hij werd lid van de United States Army en later van de United States Air Force Band. Hij schreef vele arrangementen voor dit harmonieorkest, maar ook eigen werk, dat meestal in het jazz-idioom gehouden is. Nadat hij met pensioen gegaan is, werkte hij ook met bekende jazz- en big-bands samen, onder andere met de band van slagwerker Buddy Rich.

## Composities

### Werken voor orkest
- The Red Carpet

### Werken voor harmonieorkest
- 1967 Ballet for Jazz, suite
  1. Enthusiasm
  2. Reflection
  3. Exhileration
- 1973 Conversation, voor altsaxofoon en harmonieorkest
- Intervale
- The Court Jester

### Werken voor Bigband
- Apples (aka 'Gino')